# Liste der Nummer-eins-Hits in Dänemark (2017)
Dies ist eine Liste der Nummer-eins-Hits in Dänemark im Jahr 2017. Sie basiert auf den offiziellen Album Top-40 und Track Top-40, die im Auftrag von IFPI Dänemark erstellt werden.

## Singles
| ← 2016 ← | Liste der Nummer-eins-Hits in Dänemark | Liste der Nummer-eins-Hits in Dänemark    | Liste der Nummer-eins-Hits in Dänemark                                                        | 2018 →                    |
| \| Zeitraum \| Wo. ges. \| Interpret \| Titel Autor(en) \| Zusätzliche Informationen \| \| (Zeitraum, Wochen auf Platz eins, Interpret, Titel, Autor[en], zusätzliche Informationen) \| \| \| \| \| \| ----------------------------------------------------------------------------------------- \| -------- \| ----------------------------------------- \| --------------------------------------------------------------------------------------------- \| ------------------------- \| \| 1. Woche 1 Woche \| 1 \| Clean Bandit feat. Sean Paul & Anne-Marie \| Rockabye Jack Patterson, Steve McCutcheon, Ammar Malik, Ina Wroldsen, Sean Paul Henriques \| – \| \| 2.–16. Woche 15 Wochen \| 15 \| Ed Sheeran \| Shape of You Ed Sheeran, Steve Mac, Johnny McDaid, Kandi Burruss, Tameka Cottle, Kevin Briggs \| – \| \| 17.–33. Woche 17 Wochen \| 17 \| Luis Fonsi feat. Daddy Yankee \| Despacito Luis Rodríguez, Erika Ender, Ramón Ayala \| – \| \| 34.–37. Woche 4 Wochen \| 4 \| Justin Bieber & BloodPop \| Friends Justin Bieber, Julia Michaels, Michael Diamond, Justin Tranter \| – \| \| 38. Woche 1 Woche \| 1 \| Rasmus Seebach \| 2017 \| – \| \| 39.–48. Woche 10 Wochen \| 10 \| Post Malone feat. 21 Savage \| Rockstar Austin Post, Shayaa Abraham-Joseph, Louis Bell, Olufunmibi Awoshiley \| – \| \| 49. Woche 2017 – 1. Woche 2018 5 Wochen (insgesamt 8) \| 8 \| Ed Sheeran \| Perfect Ed Sheeran \| – \| |                                        |                                           |                                                                                               |                           |
| ← 2016 |                                        |                                           |                                                                                               | → 2018 →                  |
| Zeitraum | Wo. ges.                               | Interpret                                 | Titel Autor(en)                                                                               | Zusätzliche Informationen |
| (Zeitraum, Wochen auf Platz eins, Interpret, Titel, Autor[en], zusätzliche Informationen) |                                        |                                           |                                                                                               |                           |
| 1. Woche 1 Woche | 1                                      | Clean Bandit feat. Sean Paul & Anne-Marie | Rockabye Jack Patterson, Steve McCutcheon, Ammar Malik, Ina Wroldsen, Sean Paul Henriques     | –                         |
| 2.–16. Woche 15 Wochen | 15                                     | Ed Sheeran                                | Shape of You Ed Sheeran, Steve Mac, Johnny McDaid, Kandi Burruss, Tameka Cottle, Kevin Briggs | –                         |
| 17.–33. Woche 17 Wochen | 17                                     | Luis Fonsi feat. Daddy Yankee             | Despacito Luis Rodríguez, Erika Ender, Ramón Ayala                                            | –                         |
| 34.–37. Woche 4 Wochen | 4                                      | Justin Bieber & BloodPop                  | Friends Justin Bieber, Julia Michaels, Michael Diamond, Justin Tranter                        | –                         |
| 38. Woche 1 Woche | 1                                      | Rasmus Seebach                            | 2017                                                                                          | –                         |
| 39.–48. Woche 10 Wochen | 10                                     | Post Malone feat. 21 Savage               | Rockstar Austin Post, Shayaa Abraham-Joseph, Louis Bell, Olufunmibi Awoshiley                 | –                         |
| 49. Woche 2017 – 1. Woche 2018 5 Wochen (insgesamt 8) | 8                                      | Ed Sheeran                                | Perfect Ed Sheeran                                                                            | –                         |

## Alben
| ← 2016 ← | Liste der Nummer-eins-Hits in Dänemark | Liste der Nummer-eins-Hits in Dänemark | Liste der Nummer-eins-Hits in Dänemark | 2018 →                    |
| \| Zeitraum \| Wo. ges. \| Interpret \| Titel \| Zusätzliche Informationen \| \| (Zeitraum, Wochen auf Platz eins, Interpret, Titel, zusätzliche Informationen) \| \| \| \| \| \| ------------------------------------------------------------------------------ \| -------- \| -------------------- \| ------------------------------- \| ------------------------- \| \| 48. Woche 2016 – 4. Woche 2017 9 Wochen (insgesamt 11) \| 11 \| The Weeknd \| Starboy \| – \| \| 5. Woche 1 Woche \| 1 \| Simon Kvamm \| Vandmand \| – \| \| 6. Woche 1 Woche \| 1 \| Gnags \| Nørd \| – \| \| 7. Woche 1 Woche (insgesamt 11) \| 11 \| The Weeknd \| Starboy \| – \| \| 8. Woche 1 Woche \| 1 \| Suspekt \| 100% Jesus \| – \| \| 9. Woche 1 Woche (insgesamt 11) \| 11 \| The Weeknd \| Starboy \| – \| \| 10.–14. Woche 5 Wochen (insgesamt 36) \| 36 \| Ed Sheeran \| ÷ \| – \| \| 15. Woche 1 Woche \| 1 \| Kim Larsen & Kjukken \| Øst for Vesterled \| – \| \| 16.–34. Woche 19 Wochen (insgesamt 36) \| 36 \| Ed Sheeran \| ÷ \| – \| \| 35. Woche 1 Woche (insgesamt 10) \| 10 \| Volbeat \| Seal the Deal & Let’s Boogie \| – \| \| 36. Woche 1 Woche (insgesamt 36) \| 36 \| Ed Sheeran \| ÷ \| – \| \| 37. Woche 1 Woche \| 1 \| Sebastian \| Sange til Drømmescenariet \| – \| \| 38.–39. Woche 2 Wochen (insgesamt 36) \| 36 \| Ed Sheeran \| ÷ \| – \| \| 40. Woche 1 Woche \| 1 \| Poul Krebs \| Maleren og delfinerne på bugten \| – \| \| 41. Woche 1 Woche \| 1 \| Phlake \| Weird Invitations \| – \| \| 42.–44. Woche 3 Wochen (insgesamt 36) \| 36 \| Ed Sheeran \| ÷ \| – \| \| 45.–46. Woche 2 Wochen \| 2 \| Sam Smith \| The Thrill of It All \| – \| \| 47. Woche 1 Woche (insgesamt 36) \| 36 \| Ed Sheeran \| ÷ \| – \| \| 48.–52. Woche 5 Wochen \| 5 \| Rasmus Seebach \| Før vi mødte dig \| – \| |                                        |                                        |                                        |                           |
| ← 2016 |                                        |                                        |                                        | → 2018 →                  |
| Zeitraum | Wo. ges.                               | Interpret                              | Titel                                  | Zusätzliche Informationen |
| (Zeitraum, Wochen auf Platz eins, Interpret, Titel, zusätzliche Informationen) |                                        |                                        |                                        |                           |
| 48. Woche 2016 – 4. Woche 2017 9 Wochen (insgesamt 11) | 11                                     | The Weeknd                             | Starboy                                | –                         |
| 5. Woche 1 Woche | 1                                      | Simon Kvamm                            | Vandmand                               | –                         |
| 6. Woche 1 Woche | 1                                      | Gnags                                  | Nørd                                   | –                         |
| 7. Woche 1 Woche (insgesamt 11) | 11                                     | The Weeknd                             | Starboy                                | –                         |
| 8. Woche 1 Woche | 1                                      | Suspekt                                | 100% Jesus                             | –                         |
| 9. Woche 1 Woche (insgesamt 11) | 11                                     | The Weeknd                             | Starboy                                | –                         |
| 10.–14. Woche 5 Wochen (insgesamt 36) | 36                                     | Ed Sheeran                             | ÷                                      | –                         |
| 15. Woche 1 Woche | 1                                      | Kim Larsen & Kjukken                   | Øst for Vesterled                      | –                         |
| 16.–34. Woche 19 Wochen (insgesamt 36) | 36                                     | Ed Sheeran                             | ÷                                      | –                         |
| 35. Woche 1 Woche (insgesamt 10) | 10                                     | Volbeat                                | Seal the Deal & Let’s Boogie           | –                         |
| 36. Woche 1 Woche (insgesamt 36) | 36                                     | Ed Sheeran                             | ÷                                      | –                         |
| 37. Woche 1 Woche | 1                                      | Sebastian                              | Sange til Drømmescenariet              | –                         |
| 38.–39. Woche 2 Wochen (insgesamt 36) | 36                                     | Ed Sheeran                             | ÷                                      | –                         |
| 40. Woche 1 Woche | 1                                      | Poul Krebs                             | Maleren og delfinerne på bugten        | –                         |
| 41. Woche 1 Woche | 1                                      | Phlake                                 | Weird Invitations                      | –                         |
| 42.–44. Woche 3 Wochen (insgesamt 36) | 36                                     | Ed Sheeran                             | ÷                                      | –                         |
| 45.–46. Woche 2 Wochen | 2                                      | Sam Smith                              | The Thrill of It All                   | –                         |
| 47. Woche 1 Woche (insgesamt 36) | 36                                     | Ed Sheeran                             | ÷                                      | –                         |
| 48.–52. Woche 5 Wochen | 5                                      | Rasmus Seebach                         | Før vi mødte dig                       | –                         |

## Jahreshitparaden
| ← 2016 ← | Liste der Nummer-eins-Hits in Dänemark | Liste der Nummer-eins-Hits in Dänemark | Liste der Nummer-eins-Hits in Dänemark | 2018 →   |
| \| Singles \| Position# \| Alben \| \| ----------------------------------------------------------------------------------------------------------------------------------------------------------------------------------------------------------------- \| --------- \| -------------------------------------- \| \| Shape of You Ed Sheeran , Steve Mac, Johnny McDaid, Kandi Burruss, Tameka Cottle, Kevin Briggs \| 1 \| ÷ Ed Sheeran \| \| Despacito Luis Fonsi & Daddy Yankee feat. Justin Bieber Luis Rodríguez, Erika Ender, Ramón Ayala \| 2 \| Før vi mødte dig Rasmus Seebach \| \| Galway Girl Ed Sheeran , Amy Wadge, Damian McKee, Eamon Murray, Johnny McDaid, Liam Bradley, Niamh Dunne, Sean Graham, Foy Vance \| 3 \| Starboy The Weeknd \| \| Issues Julia Michaels Benjamin Levin, Mikkel Sindberg Eriksen, Tor Erik Hermansen, Justin Drew Tranter, Julia Michaels \| 4 \| Illuminate Shawn Mendes \| \| Castle on the Hill Ed Sheeran Edward Sheeran, Benjamin Levin \| 5 \| More Life Drake \| \| Rica Gilli feat. Kesi & Sivas Musik: Henrik Bryld Wolsing, Text: Kian Rosenberg Larsen, Sivas Torbati, Oliver Kesi Chambuso \| 6 \| × Ed Sheeran \| \| There’s Nothing Holdin’ Me Back Shawn Mendes Teddy Geiger, Scott Friedman, Geoffrey Elliott Warburton, Shawn Mendes \| 7 \| Stoney Post Malone \| \| I’m the One DJ Khaled feat. Justin Bieber Bobby Clifton Brackins III, Nicholas Matthew Balding, Ray Davon Jacobs, Jason Boyd, Khaled Khaled, Chancelor Johnathan Bennett, Quavious Keyate Marshall, Justin Bieber \| 8 \| Øst for Vesterled Kim Larsen & Kjukken \| \| Unforgettable French Montana feat. Swae Lee Karim Kharbouch, Khalif Brown, Christopher Washington, Jake Aujla, McCulloch Sutphin \| 9 \| Seal the Deal & Let’s Boogie Volbeat \| \| It Ain’t Me Kygo & Selena Gomez Alexandra Tamposi, Selena Gomez, Brian Lee, Andrew Watt, Kyrre Gorvell-Dahll \| 10 \| Purpose Justin Bieber \| |                                        |                                        |                                        |          |
| ← 2016 |                                        |                                        |                                        | → 2018 → |
| Singles | Position#                              | Alben                                  |                                        |          |
| Shape of You Ed Sheeran , Steve Mac, Johnny McDaid, Kandi Burruss, Tameka Cottle, Kevin Briggs | 1                                      | ÷ Ed Sheeran                           |                                        |          |
| Despacito Luis Fonsi & Daddy Yankee feat. Justin Bieber Luis Rodríguez, Erika Ender, Ramón Ayala | 2                                      | Før vi mødte dig Rasmus Seebach        |                                        |          |
| Galway Girl Ed Sheeran , Amy Wadge, Damian McKee, Eamon Murray, Johnny McDaid, Liam Bradley, Niamh Dunne, Sean Graham, Foy Vance | 3                                      | Starboy The Weeknd                     |                                        |          |
| Issues Julia Michaels Benjamin Levin, Mikkel Sindberg Eriksen, Tor Erik Hermansen, Justin Drew Tranter, Julia Michaels | 4                                      | Illuminate Shawn Mendes                |                                        |          |
| Castle on the Hill Ed Sheeran Edward Sheeran, Benjamin Levin | 5                                      | More Life Drake                        |                                        |          |
| Rica Gilli feat. Kesi & Sivas Musik: Henrik Bryld Wolsing, Text: Kian Rosenberg Larsen, Sivas Torbati, Oliver Kesi Chambuso | 6                                      | × Ed Sheeran                           |                                        |          |
| There’s Nothing Holdin’ Me Back Shawn Mendes Teddy Geiger, Scott Friedman, Geoffrey Elliott Warburton, Shawn Mendes | 7                                      | Stoney Post Malone                     |                                        |          |
| I’m the One DJ Khaled feat. Justin Bieber Bobby Clifton Brackins III, Nicholas Matthew Balding, Ray Davon Jacobs, Jason Boyd, Khaled Khaled, Chancelor Johnathan Bennett, Quavious Keyate Marshall, Justin Bieber | 8                                      | Øst for Vesterled Kim Larsen & Kjukken |                                        |          |
| Unforgettable French Montana feat. Swae Lee Karim Kharbouch, Khalif Brown, Christopher Washington, Jake Aujla, McCulloch Sutphin | 9                                      | Seal the Deal & Let’s Boogie Volbeat   |                                        |          |
| It Ain’t Me Kygo & Selena Gomez Alexandra Tamposi, Selena Gomez, Brian Lee, Andrew Watt, Kyrre Gorvell-Dahll | 10                                     | Purpose Justin Bieber                  |                                        |          |